# 서울언주초등학교
서울언주초등학교는 대한민국 서울특별시 강남구 도곡동에 있는 공립 초등학교이다.

## 학교 연혁
- 1927년 10월 8일 언주공립보통학교 개교(설립인가 9월 16일)
- 1938년 4월 1일 언주공립심상소학교로 개칭[1]
- 1941년 4월 1일 언주공립국민학교로 개칭[2]
- 1963년 1월 1일 서울특별시 편입[3](서울언주국민학교)
- 1975년 2월 2일 도곡국민학교 분리
- 1979년 9월 1일 역삼국민학교 분리
- 1982년 7월 16일 개원국민학교 분리
- 1984년 9월 1일 양재국민학교 분리
- 1986년 9월 1일 우면국민학교 분리
- 1996년 3월 1일 서울언주초등학교로 개칭[4]
- 2001년 9월 10일 인터넷방송국 개국
- 2010년 3월 31일 학교 재건축사업(BTL) 완료
- 2010년 11월 11일 언주잉글리쉬센터 개관
- 2013년 3월 1일 병설유치원 개원
- 2016년 2월 19일 제87회 졸업식(222명, 남:110, 여:112)
- 2016년 3월 1일 47학급 편성(특수 2학급 포함)
- 2017년 2월 15일 제88회 졸업식(211명, 남:112, 여:99)
- 2017년 3월 1일 50학급 편성(특수 2학급 포함)
- 2027년 10월 8일 개교 100주년

## 참고 자료
- 서울언주초등학교 - 한국교육학술정보원 학교알리미